# Äppelö
Äppelö är en by och en ö i Hammarland på Åland. Äppelö har tre invånare (2020) och saknar fast förbindelse med fasta Åland.

## Geografi
Äppelö sträcker sig cirka 2,7 kilometer i nord-sydlig riktning, cirka 1,3 kilometer i öst-västlig riktning och har en areal på cirka 2,1 km².
Äppelö gränsar i öster till Lökö och Isaksö, i sydväst till Andersöfjärden,  i söder till Långskär, i väster till Finbofjärden och i norr till Hamnskär.

## Befolkningsutveckling
| Befolkningsutvecklingen i Äppelö 1990–2020 | Befolkningsutvecklingen i Äppelö 1990–2020 | Befolkningsutvecklingen i Äppelö 1990–2020 | Befolkningsutvecklingen i Äppelö 1990–2020 | Befolkningsutvecklingen i Äppelö 1990–2020 |
| ------------------------------------------ | ------------------------------------------ | ------------------------------------------ | ------------------------------------------ | ------------------------------------------ |
|                                            |                                            |                                            |                                            |                                            |
| År                                         |                                            |                                            | Folkmängd                                  |                                            |
| 1990                                       | 1990                                       |                                            | 1                                          |                                            |
| 1995                                       | 1995                                       |                                            | 2                                          |                                            |
| 2000                                       | 2000                                       |                                            | 4                                          |                                            |
| 2005                                       | 2005                                       |                                            | 3                                          |                                            |
| 2010                                       | 2010                                       |                                            | 4                                          |                                            |
| 2015                                       | 2015                                       |                                            | 1                                          |                                            |
| 2020                                       | 2020                                       |                                            | 3                                          |                                            |